# Arben Arbëri
Arben Arbëri (ur. 6 stycznia 1964 w Beracie) – albański piłkarz i trener piłkarski, król strzelców Kategorii e Parë z 1987 roku. W latach 1989–1990 reprezentował Albanię, a w latach 2010–2014 był trenerem sekcji U-19 klubu KF Tomori.

## Życie prywatne
Ma dwóch braci: Theodhora i Klodiana.